# Phare de Tyr
Le phare de Tyr (en anglais : Tyre Lighthouse) est un phare actif situé en bout de la petite péninsule nord-ouest dans le port de Tyr dans le District de Tyr au Liban, sur la côte méditerranéenne.

## Histoire
Le premier phare, établi en 1866 à Tyr, a été remplacé par le phare actuel.
Le phare de Tyr est construit entre 1910 et 1920 et fonctionne jusqu'en 1973. Il est remis en service en 2016 après des travaux de restauration. À cette date, le bâtiment du phare est occupé par la même famille depuis presque un siècle alors que Élias Baradii avait été engagé à l'époque pour allumer la lampe tous les soirs. En septembre 2016, sa petite fille, Sophie Baradii, rallume la lampe qu'elle avait éteinte 43 ans auparavant.

## Description
Le phare est une tourelle cylindrique en béton d'environ 6 m de haut, montée sur un bâtiment de deux étages, avec une double galerie et petite lanterne. La tour est totalement peinte en blanc. Il émet, à une hauteur focale de 15 m, trois éclats blancs toutes les 12 secondes. Sa portée est de 12 milles nautiques (environ 22 km),,.
Identifiant : ARLHS : LEB003 - Amirauté : N5942 - NGA : 21192 .

## Galerie

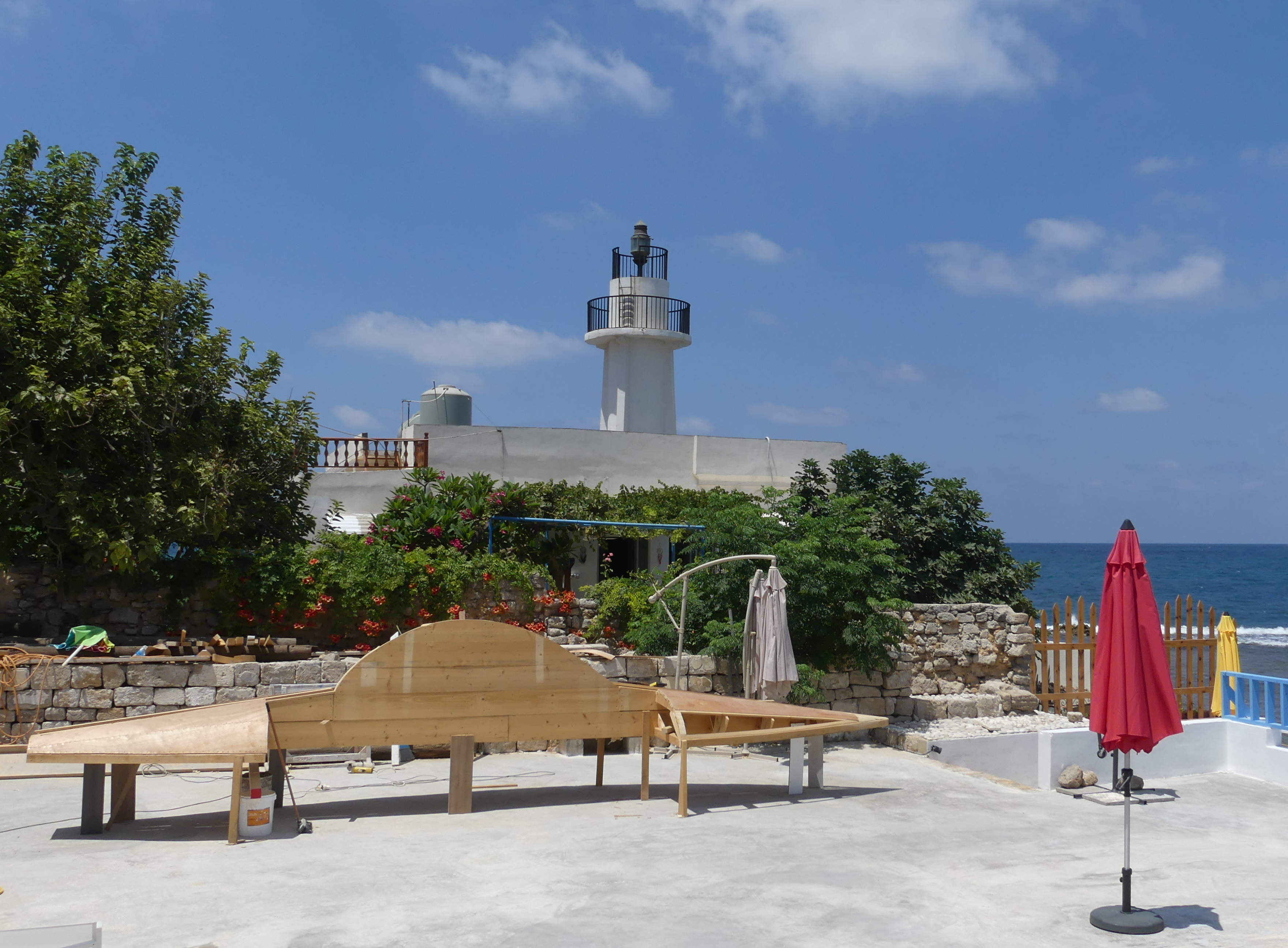
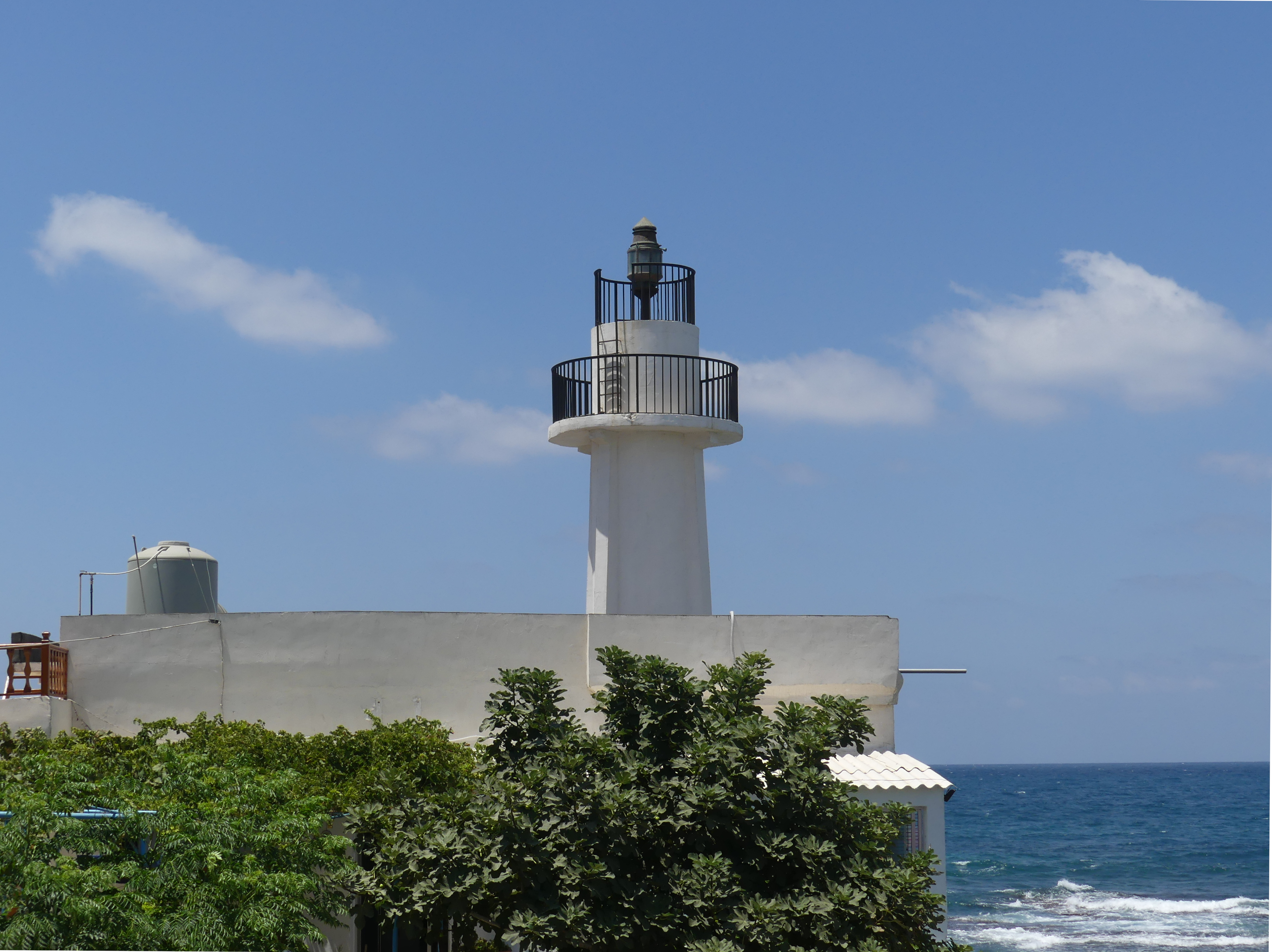
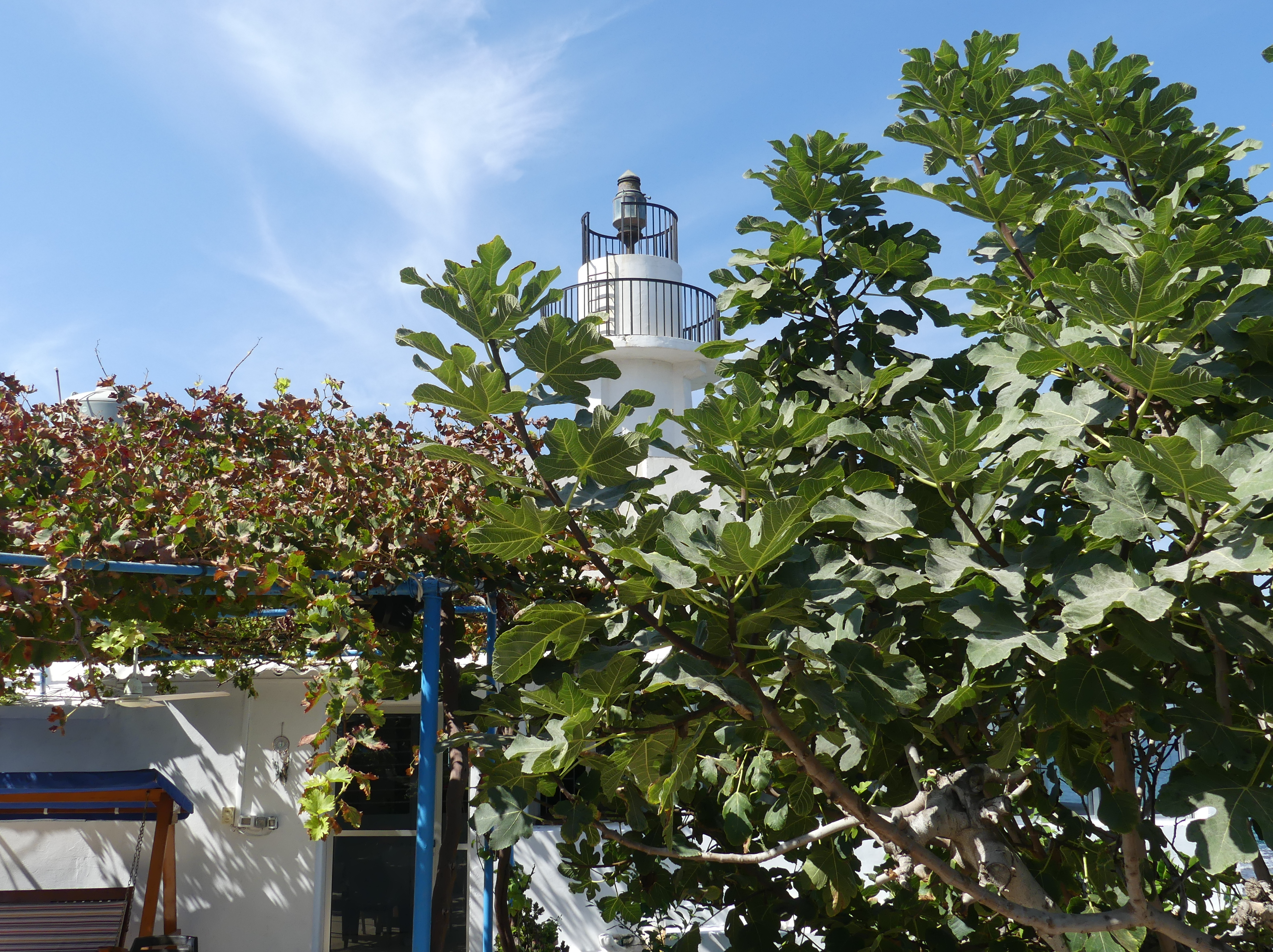
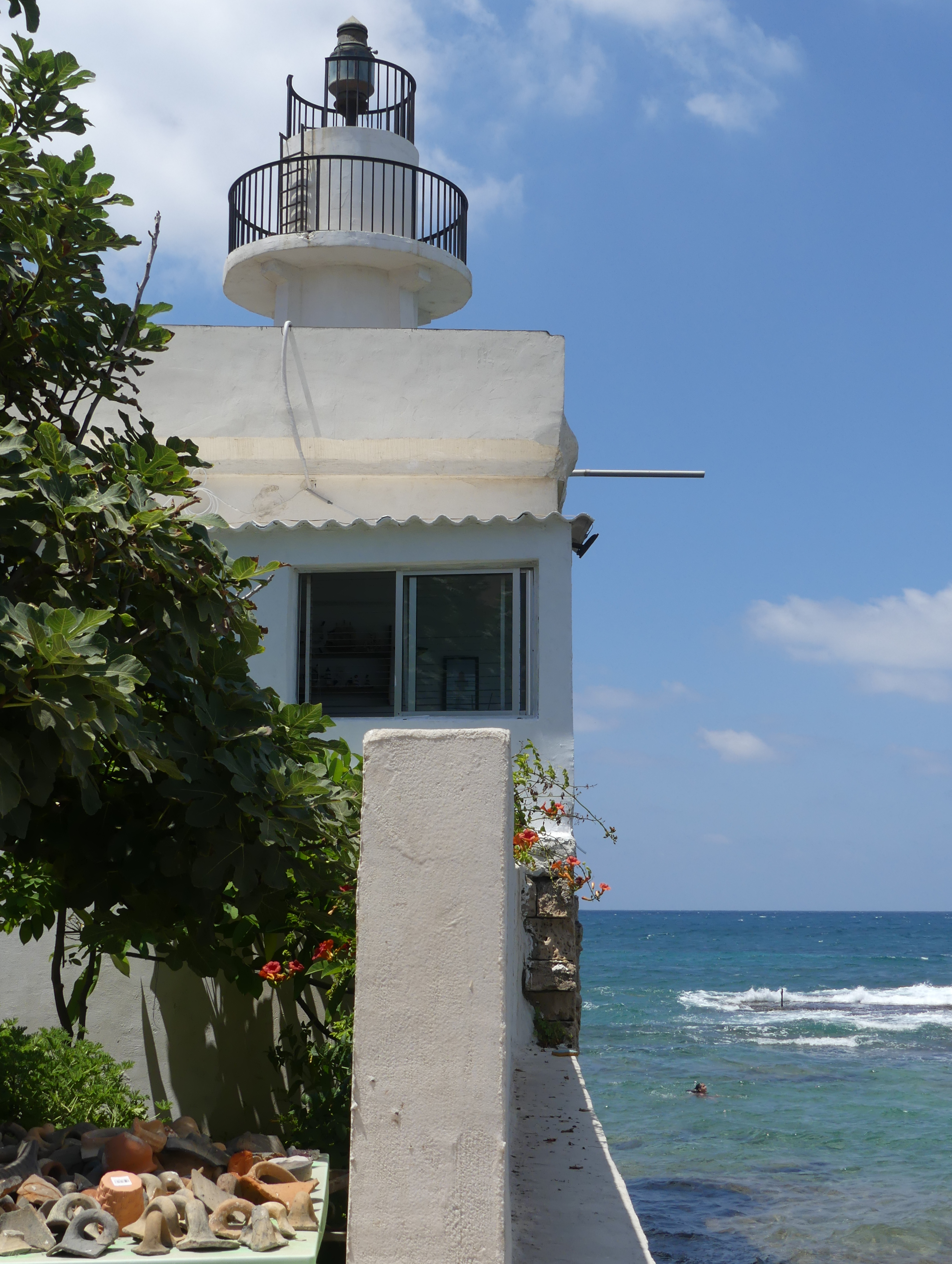
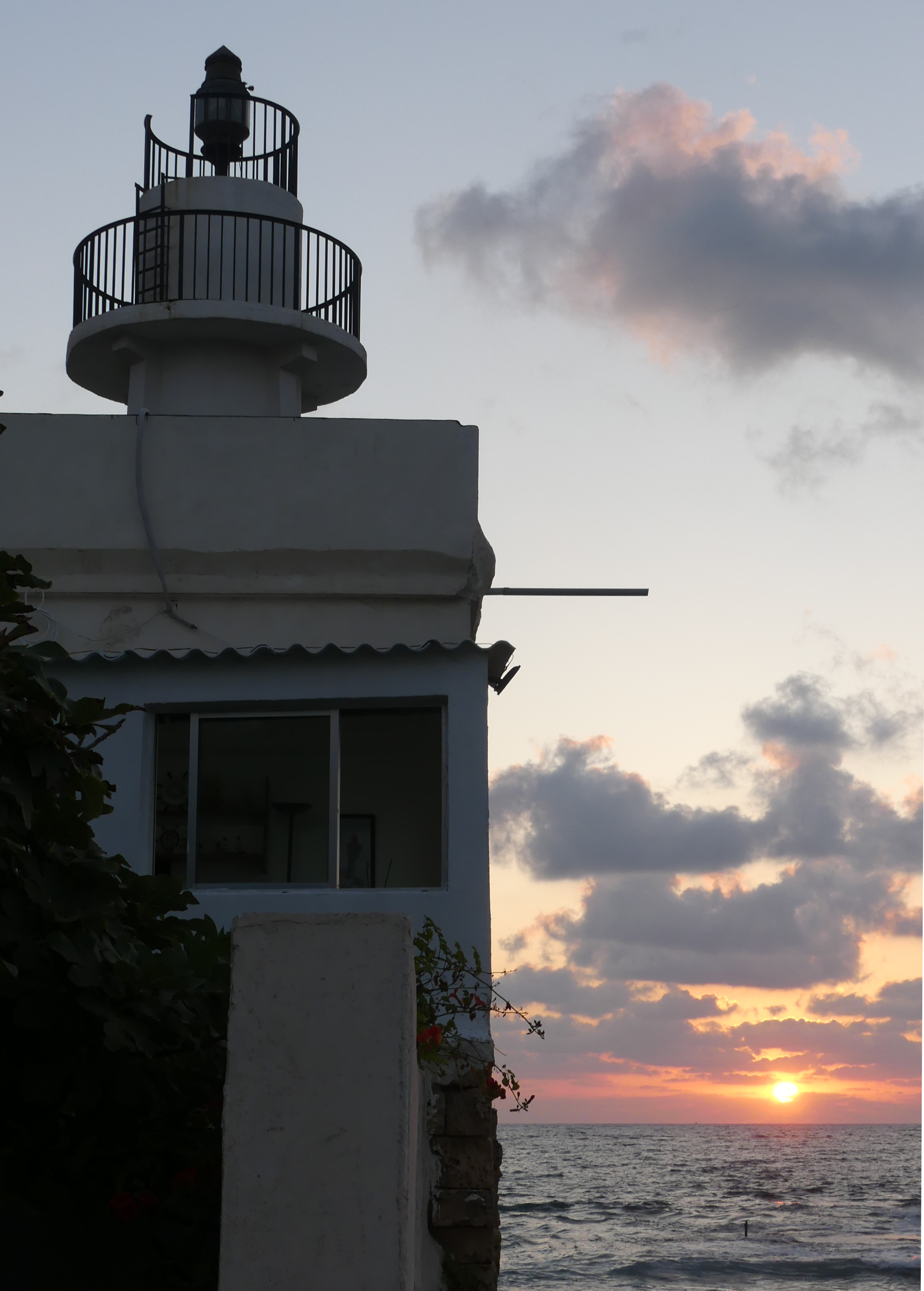
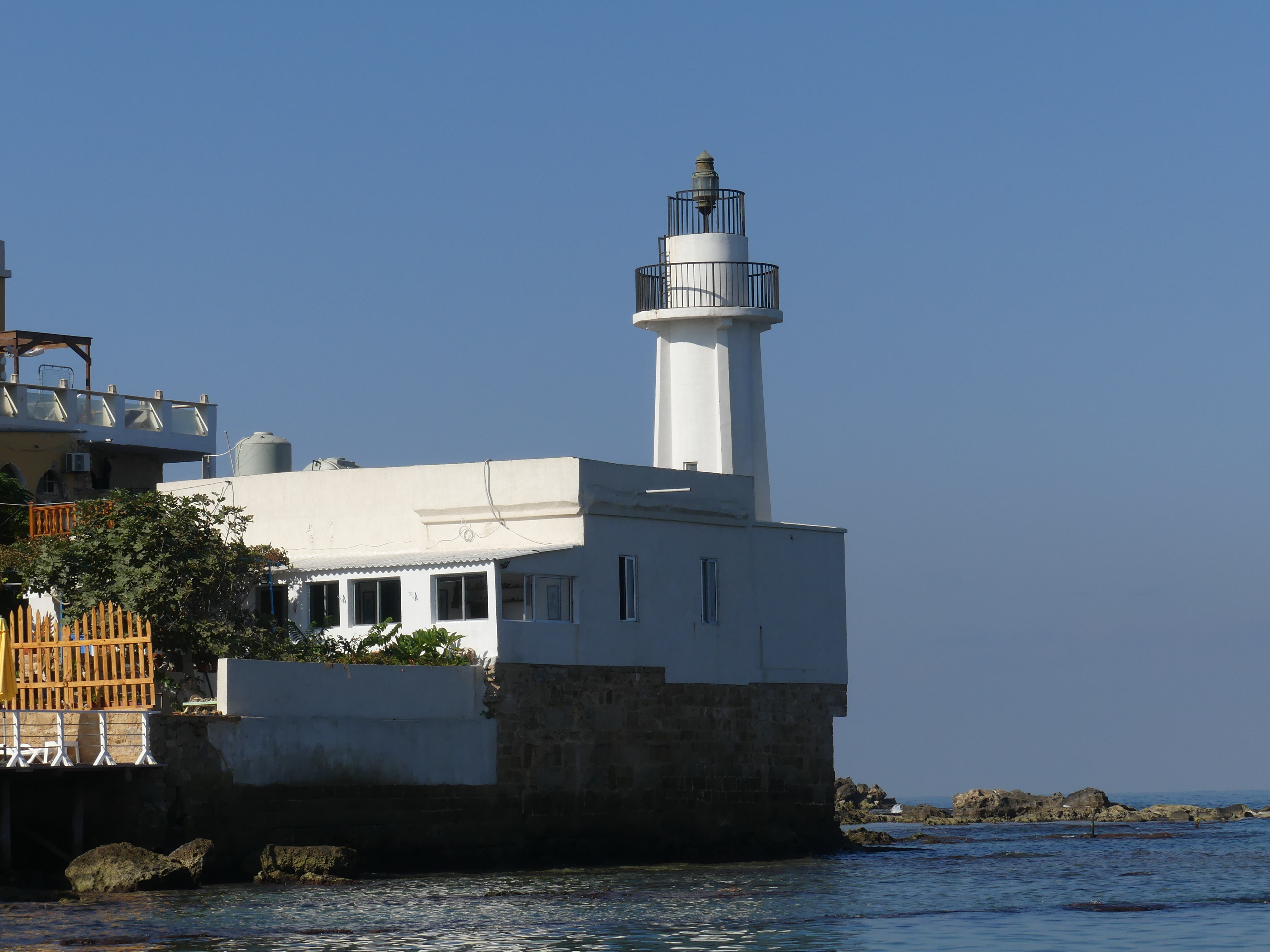
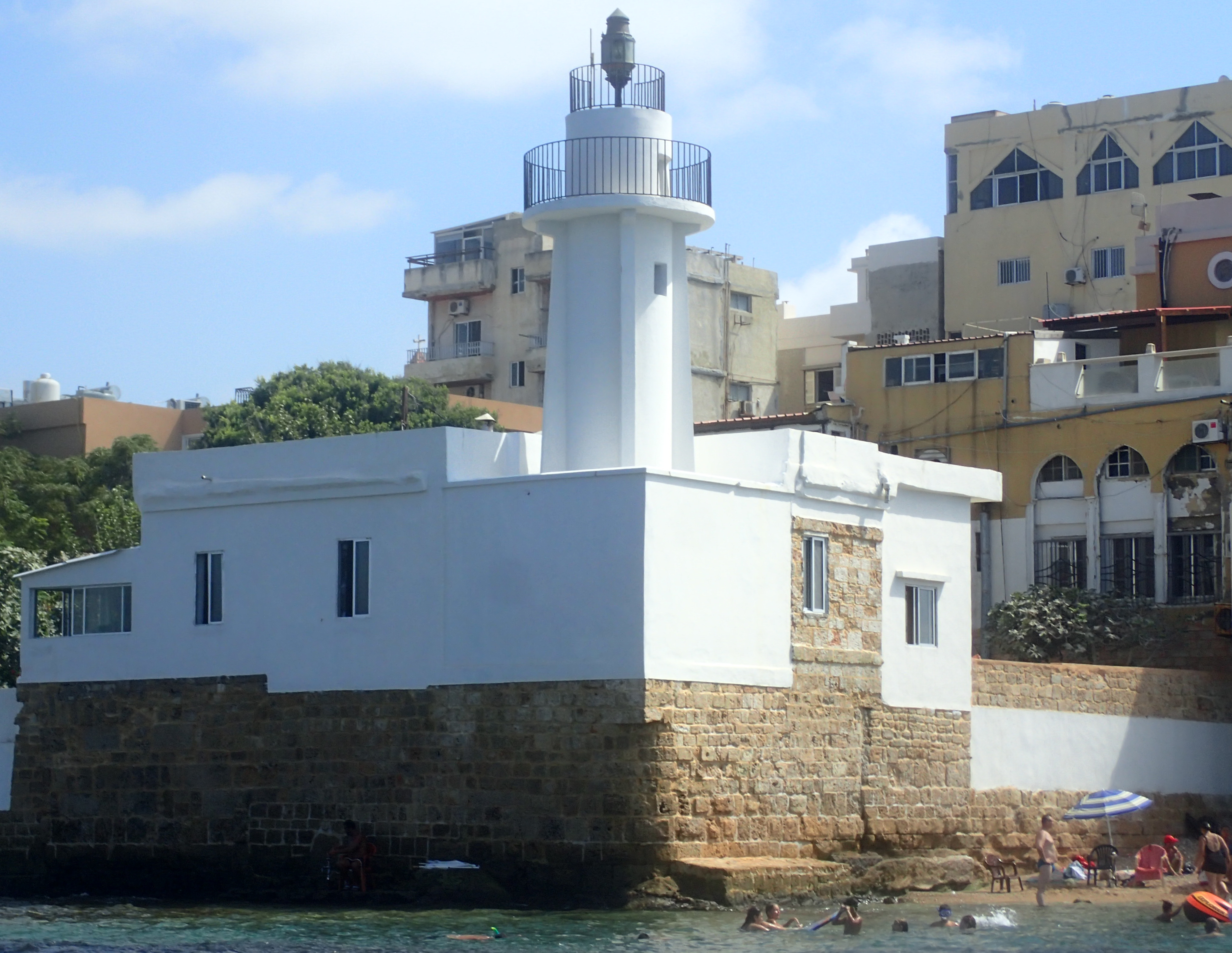
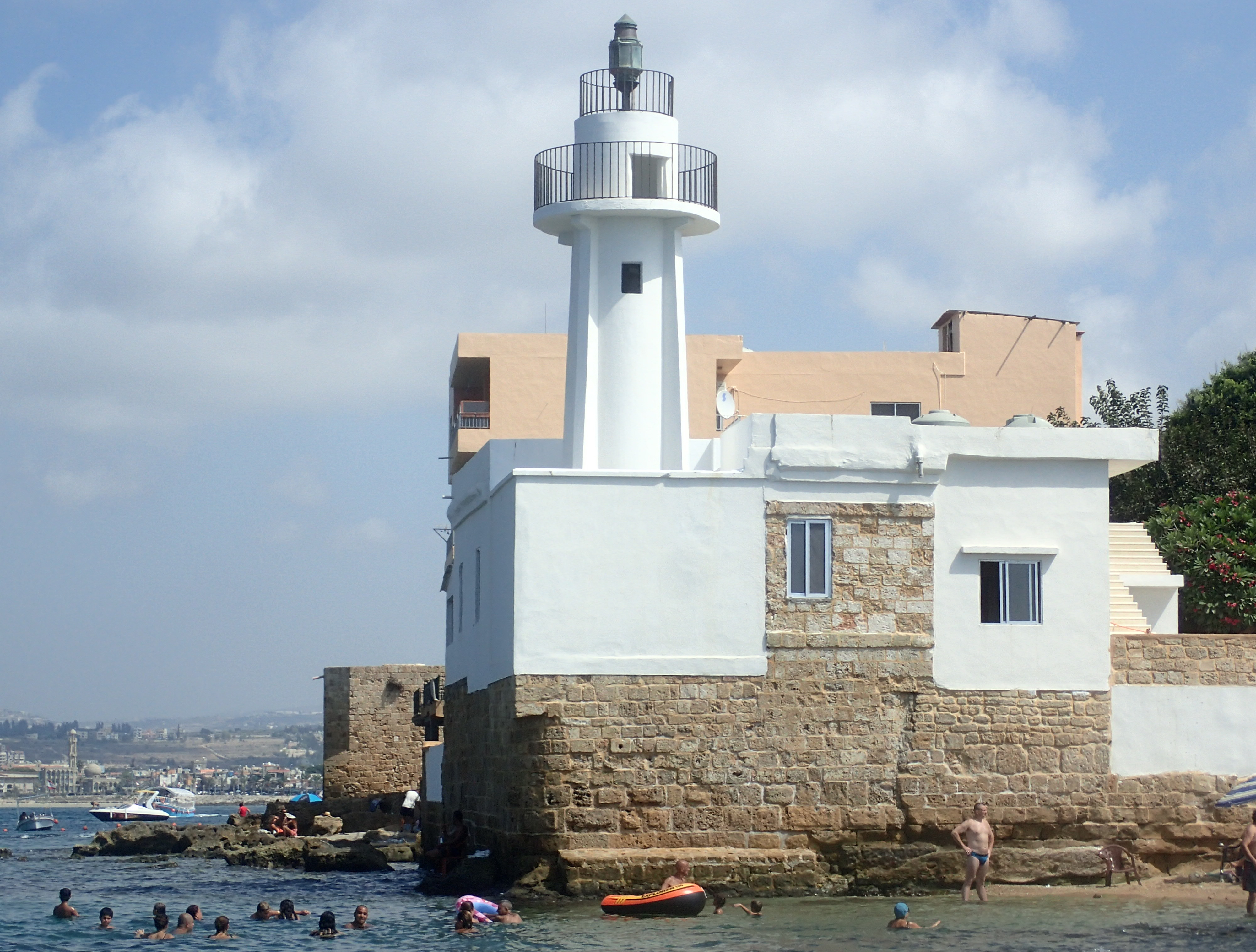
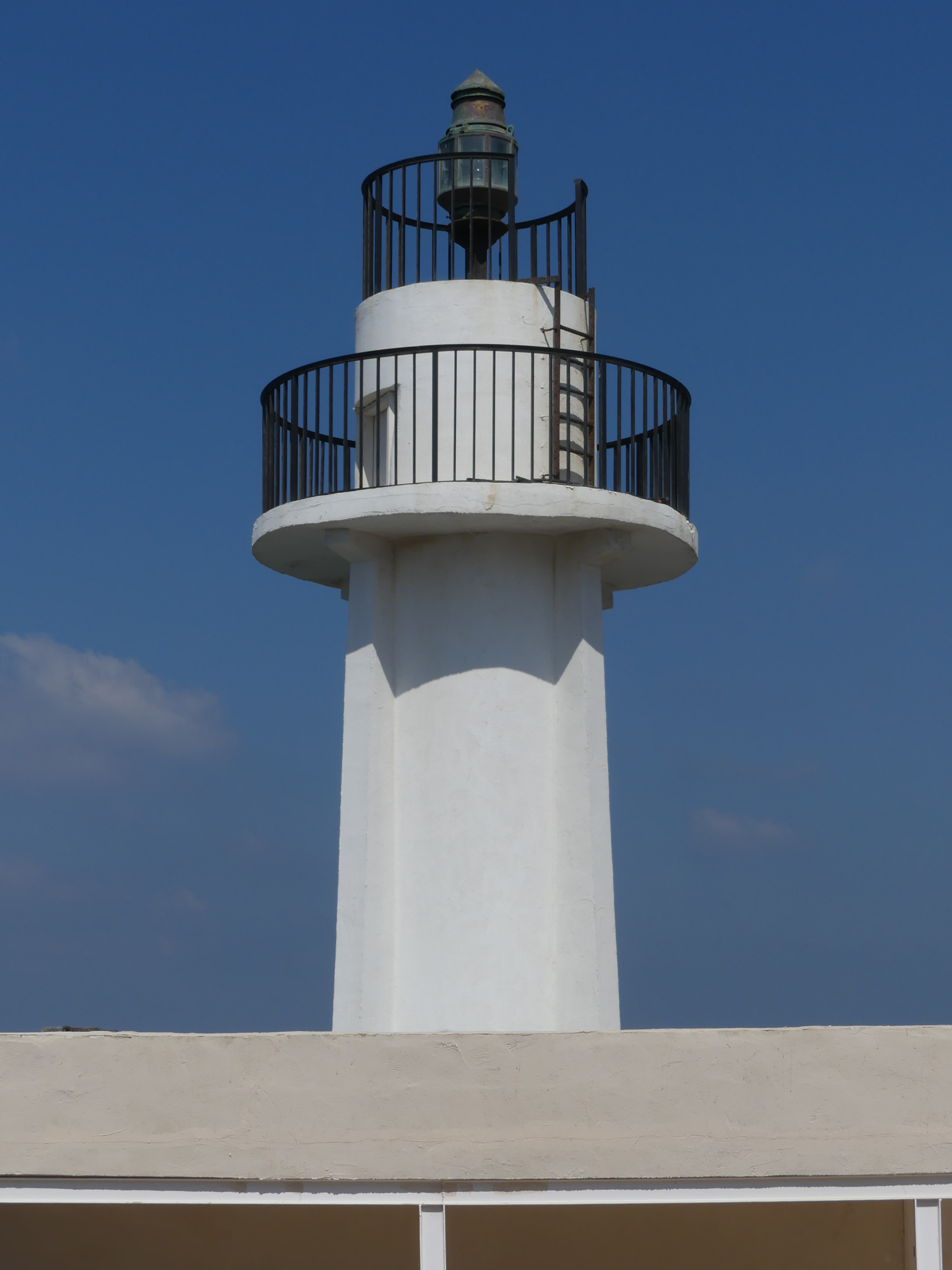
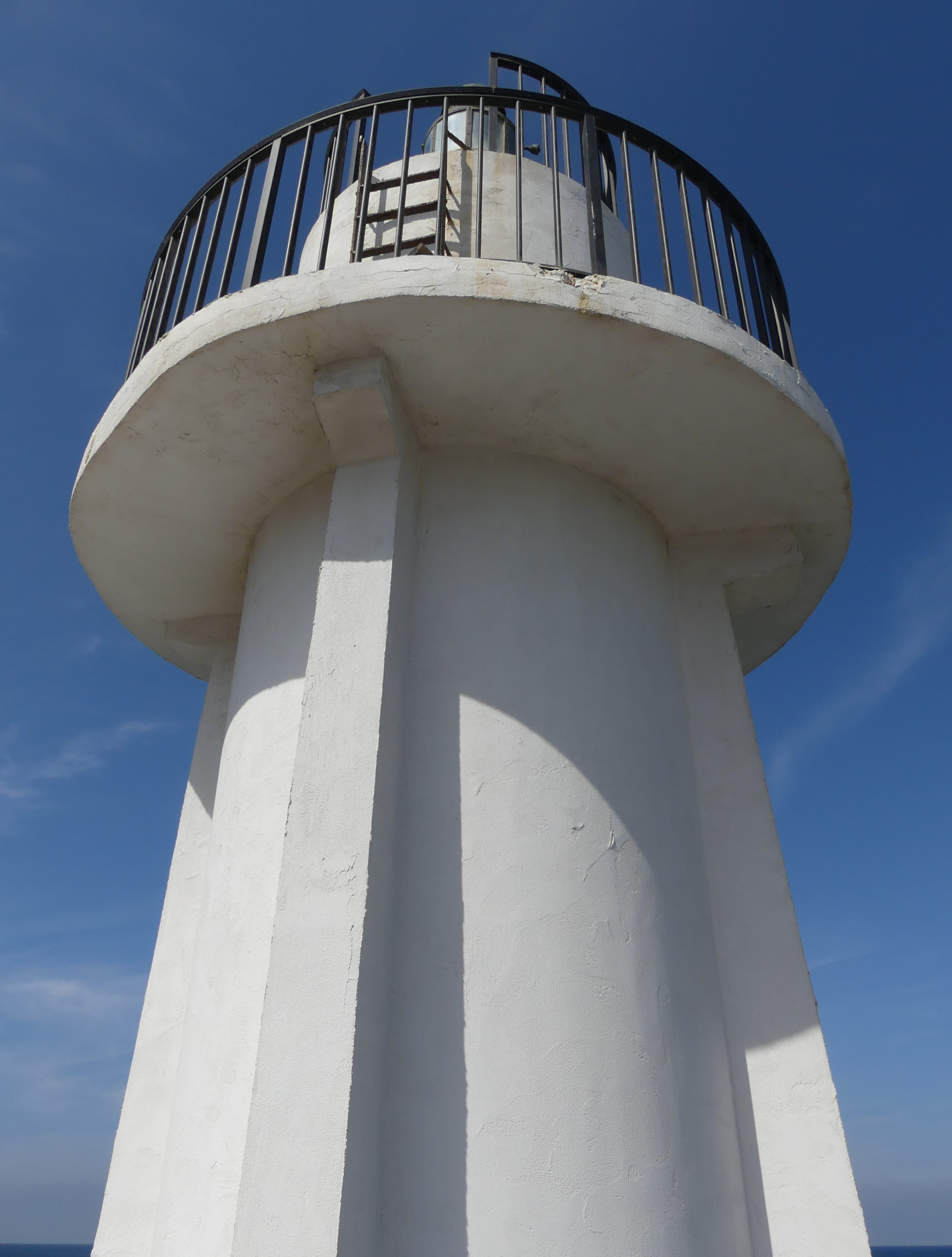
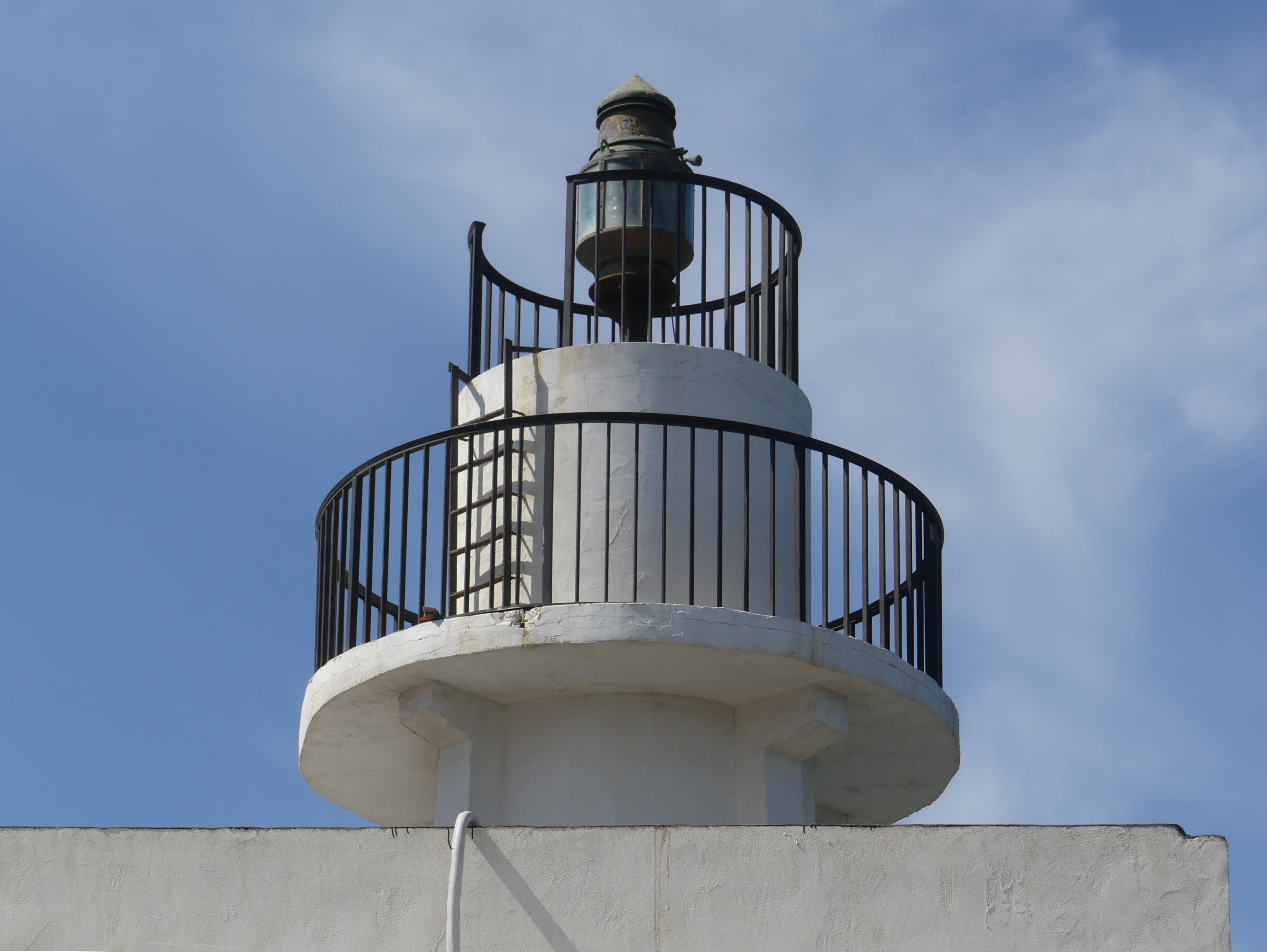
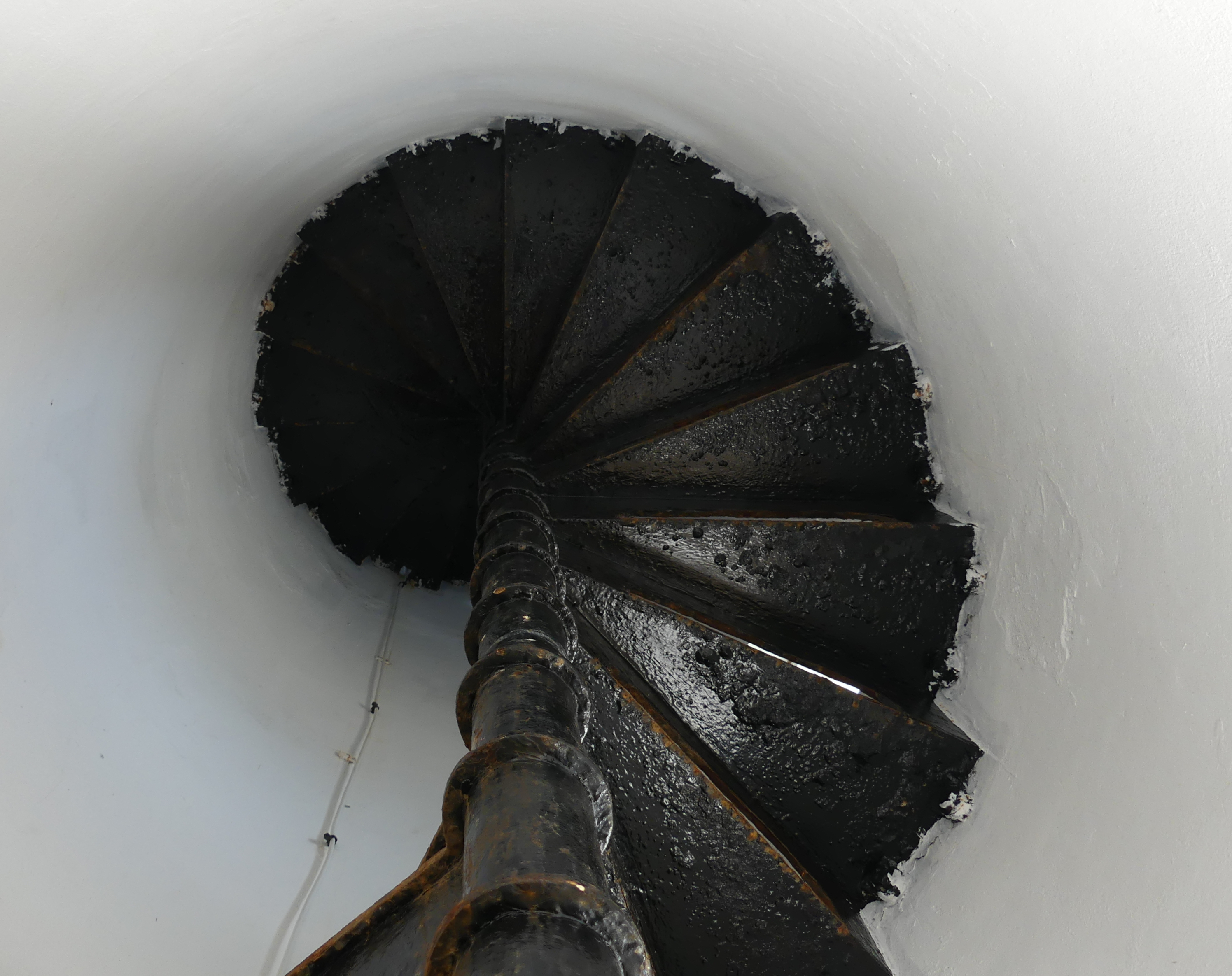
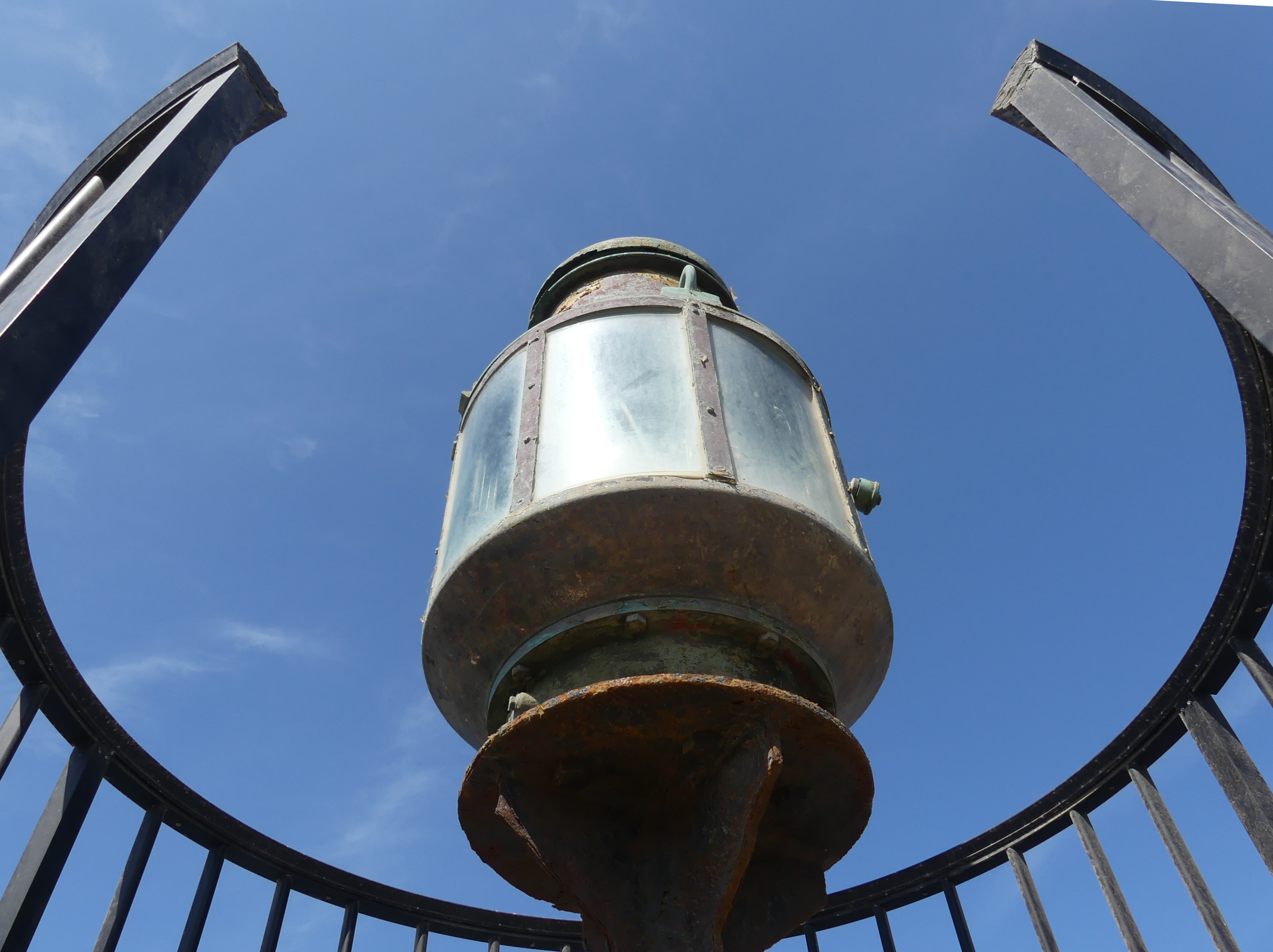
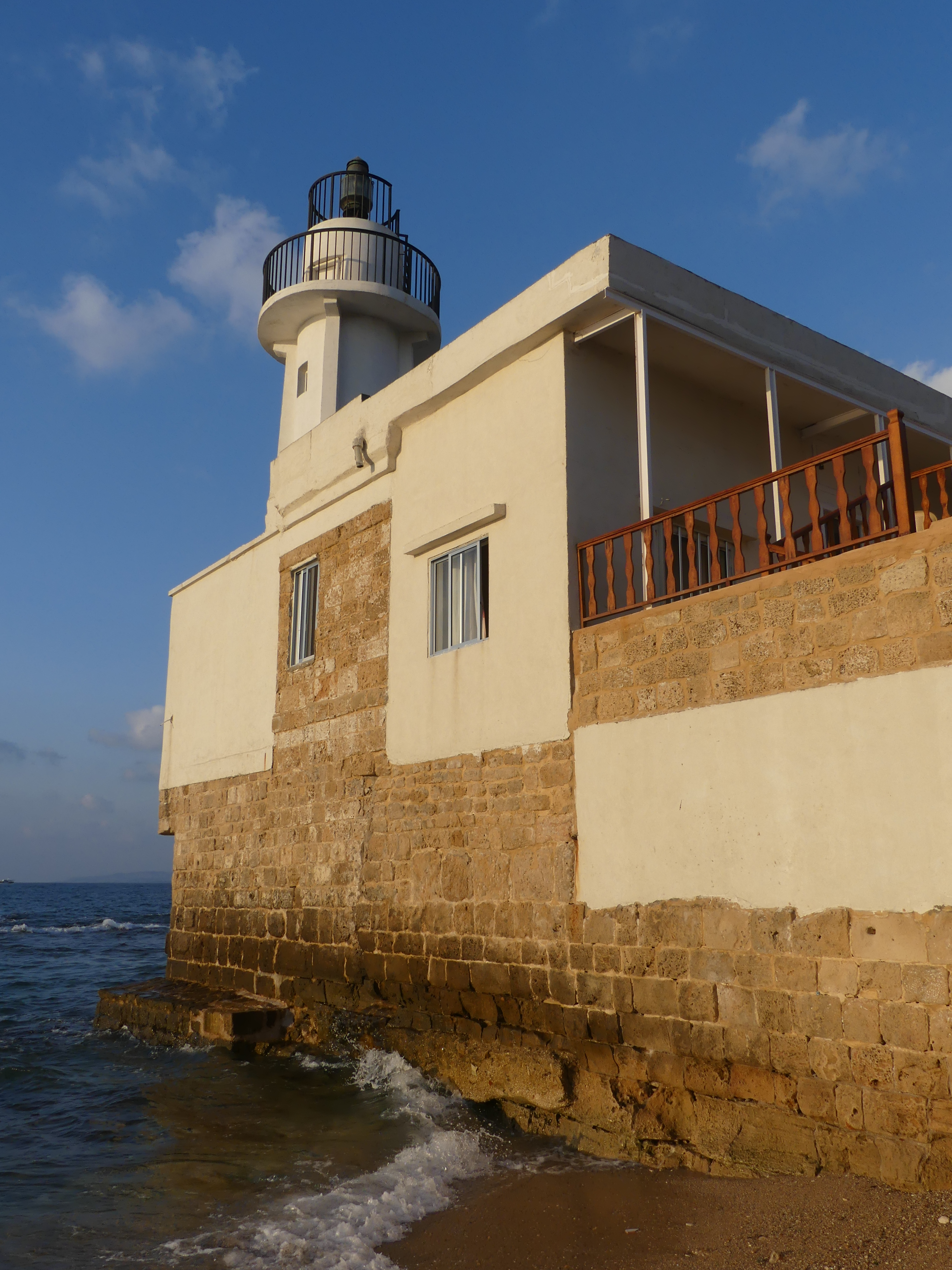

### Lien connexe
- Liste des phares du Liban